# Козёл отпущения

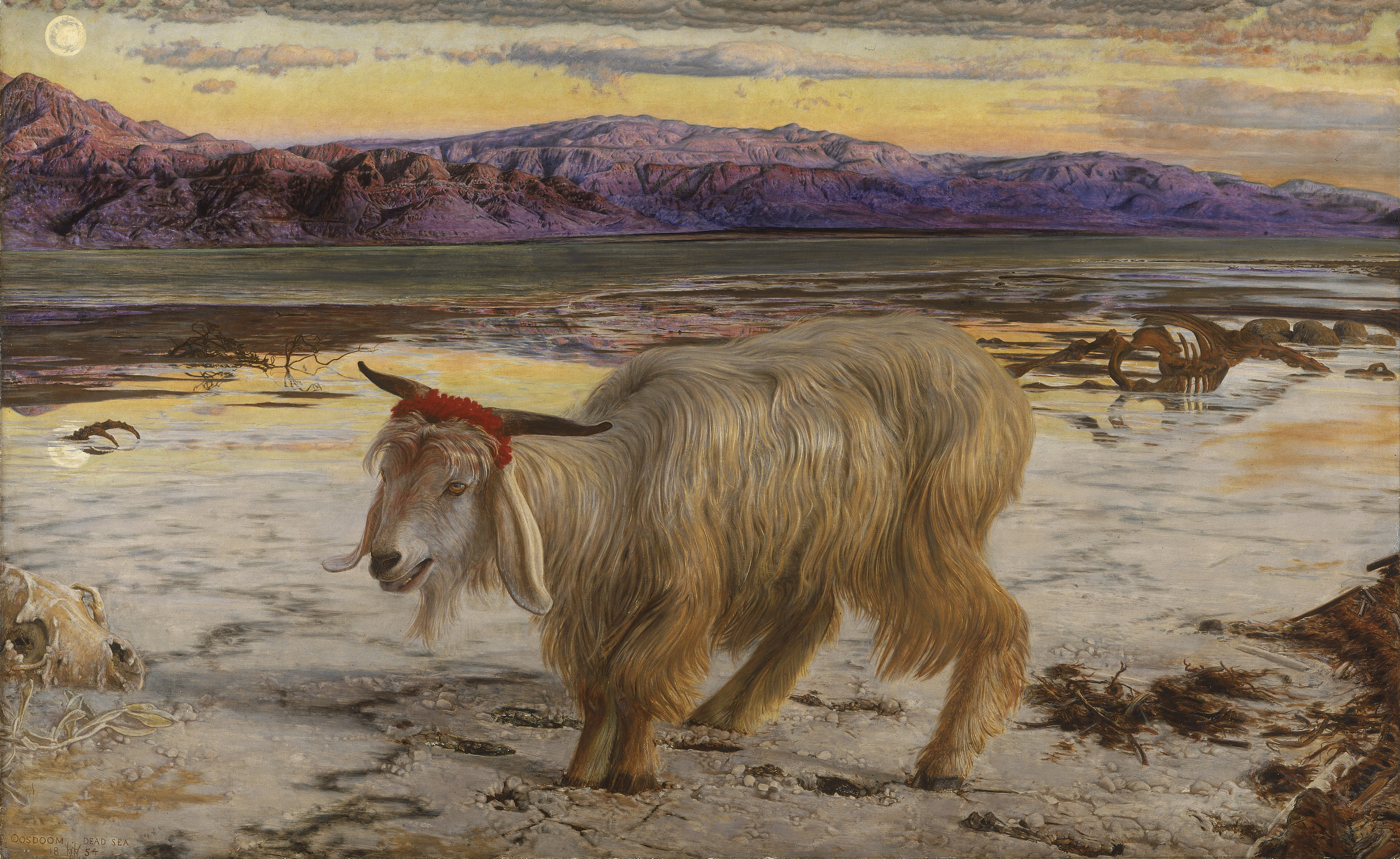
«Козёл отпущения». Картина Вильяма Хольмана Ханта, 1854 год.

Козёл отпуще́ния, Козёл для отпущения (иначе назывался «Азазель») — в иудаизме особое животное, которое, после символического возложения на него грехов всего народа, отпускали в пустыню (то есть, обрекали на мучительную смерть). 
Обряд исполнялся в праздник Йом-Киппур («День всепрощения»)(Лев. 16:29, 34) во времена Иерусалимского храма (X век до нашей эры — I век нашей эры). Ритуал описан в Ветхом Завете (Лев. 16).

## Козёл отпущения в иудаизме
В праздник Йом-Киппур  в Иерусалимский храм приводили жертвенный скот: овна (барана) во всесожжение, тельца (быка) и двух козлов (Лев. 16). Первосвященник бросал жребий, и по его жребию одного из козлов закалывали в жертву вместе с тельцом (за грехи священника и народа), их кровью освящали скинию, а туши позже выносили и сжигали вне стана; а на другого козла первосвященник символически возлагал грехи всего еврейского народа, и его уводили в пустыню (Лев. 16:20—22). После чего жрец и люди, сжигавшие «нечистых» тельца и козла и уводившие второго козла в пустыню, мылись и мыли свою одежду (Лев. 16:23—28). Отсюда — «козёл отпущения».
Надо заметить, что в книге Исход (Исх. 29:10) и далее повсеместно в книге Левит есть требование Моисея приносить скот в жертву за грех (искупительная жертва) и во всесожжение (во славу Бога). В зависимости от уровня богатства иудея, за грехи требуется приносить в жертву: тельца (кожа и мясо которого сжигаются вне поселения), козла, овна (барана), козу, голубя или горлицу (голубку), муку и зерно.

### Трактовка и связь с дьяволом
Козёл отпущения (עזאזל евр. «азазель», из-за ошибочных интерпретаций появилось имя). Азазель, как полагают некоторые[кто?], является названием места, или горы, или скалы, к которой приводили козла. Но ни одно место с таким названием никогда не указывалось, кроме одной горы возле горы Синай (евреи долгое время стояли лагерем в пустыне возле горы Синай, получали законы, изготавливали скинию собрания, священную утварь). Другие учёные думают, что это было имя дьявола, которому язычники поклонялись в форме козла. Но епископ Патрик справедливо возражает против этого мнения; потому что трудно представить себе ситуацию, в которой один козёл предлагался Богу, а другой его противнику — повелителю зла, тёмных сил и демонов. С учётом ревностного отношения к единобожию Закона Моисея (когда мужу разрешалось отправлять на смертную казнь собственную жену за склонение к идолопоклонству), это деяние, да ещё совершаемое священнослужителями, по сути немыслимо. Более вероятно, что это имя было дано самому козлу из-за того, что его отпустили, и «азазель» происходит от слияния слов «аиза» (козёл) и «азала» (отойти).
Отсылание козла в пустыню символизирует очищение от всех грехов и уничтожение последствий всех дурных дел сынов Израиля в результате полного раскаяния и стремления приблизиться ко Всевышнему. Талмуд рассказывает, что в период Первого Храма, когда Божественное присутствие было ощутимо и выражалось в постоянных чудесах, происходивших в Храме, одно из них было связано с козлом, отсылаемым в пустыню. К рогам козла привязывали кусок красной шерсти, и, когда животное выводили из ворот храмового двора, один из коэнов разрывал этот кусок шерсти пополам: одну половину вешал над воротами, а другую — снова привязывал к рогам козла. Если раскаяние народа было искренним и чистосердечным, то в тот момент, когда козла сбрасывали со скалы, кусок красной шерсти, повешенный над воротами, становился белым в соответствии с тем, что сказано в книге пророка Исайи: «Если будут грехи ваши как пурпур, побелеют они как снег, а если будут ярко-красными, станут белыми, подобно шерсти».
Раши отмечает, что закон о козле, отсылаемом в пустыню, наряду с законом о приготовлении пепла для снятия ритуальной нечистоты, который предполагает убой и сжигание ярко-рыжей коровы за пределами территории Храма, всегда служил основой для обвинений в том, что Тора признаёт существование тёмных сил и даже предполагает принесение им даров. Однако ни ярко-рыжая корова, ни отсылаемый в пустыню козёл не являлись жертвами и никому не посвящались. Сжигание ярко-рыжей коровы служило символом уничтожения греха золотого тельца, лежащего в основе всех грехов, а сбрасывание со скалы козла было призвано напомнить народу о том, какой должна быть участь того, кто совершает преступления против Всевышнего, и указать на силу раскаяния, способную спасти человека и уберечь его от беды.
Видимо, именно отсюда возник популярный образ дьявола в виде пылающего быка или козла с туловищем кровавого цвета, будто с него сняли кожу, что соответствует обряду (кожа и мясо быка и первого козла сжигаются вне поселения). Близка образу и история о сжигании в огне Золотого тельца Моисеем (Исх. 32:19—20), незадолго до утверждения им данной традиции о сжигании жертвенного скота.
Козла ассоциировали с прикованным в пустыне демоном Азазелем. По другой версии, Азазелем называли скалу, с которой козла сбрасывали в пропасть.

## Козёл отпущения в христианстве
Козёл отпущения. Так называется в 16 главе кн. Левит (ст. Лев.16:8,10,26) тот из двух козлов в жертву за грех (Se’irim izzim lechattath, ст. Лев.16:5) всего общества израильского, который был намечен жребием с надписью: lа-azazel между тем как на другого падал жребий с надписью: la Jhovah, для Иеговы, для Господа (ст. Лев.16:8–10); если последний заколался в жертву за грех, и кровь его вносилась первосвященником во святое святых (ст. Лев.16:9:15)

## Метафора
Идиома «козёл отпущения» используется в качестве метафоры (образного выражения) и обозначает человека, на которого возложили ответственность за действия других, вину за неудачу других — для того, чтобы скрыть её настоящие причины и настоящего виновника.

### Политика и социология
Создание «козлов отпущения» может быть важной частью пропаганды.
Назначение кого-либо «козлами отпущения» может использоваться и как пропагандистский инструмент в борьбе с инакомыслием. Хотя в современном демократическом обществе ущемление прав инакомыслящих противоречит социальным нормам (см. политическая корректность), фактически закон не всегда в состоянии полностью защитить их права.
В международных отношениях «козлом отпущения» может быть назначена какая-либо страна.

### Культура
- «Козёл отпущения» — картина Уильяма Ханта.
- «Козёл отпущения» — сатирическая песня Владимира Высоцкого.